# 포토푀

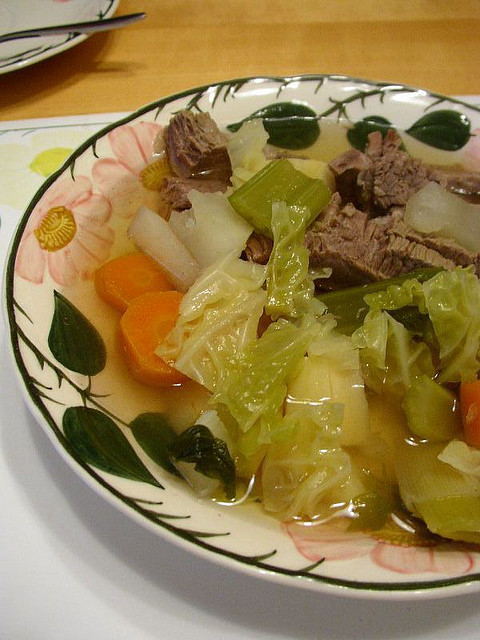
포토푀

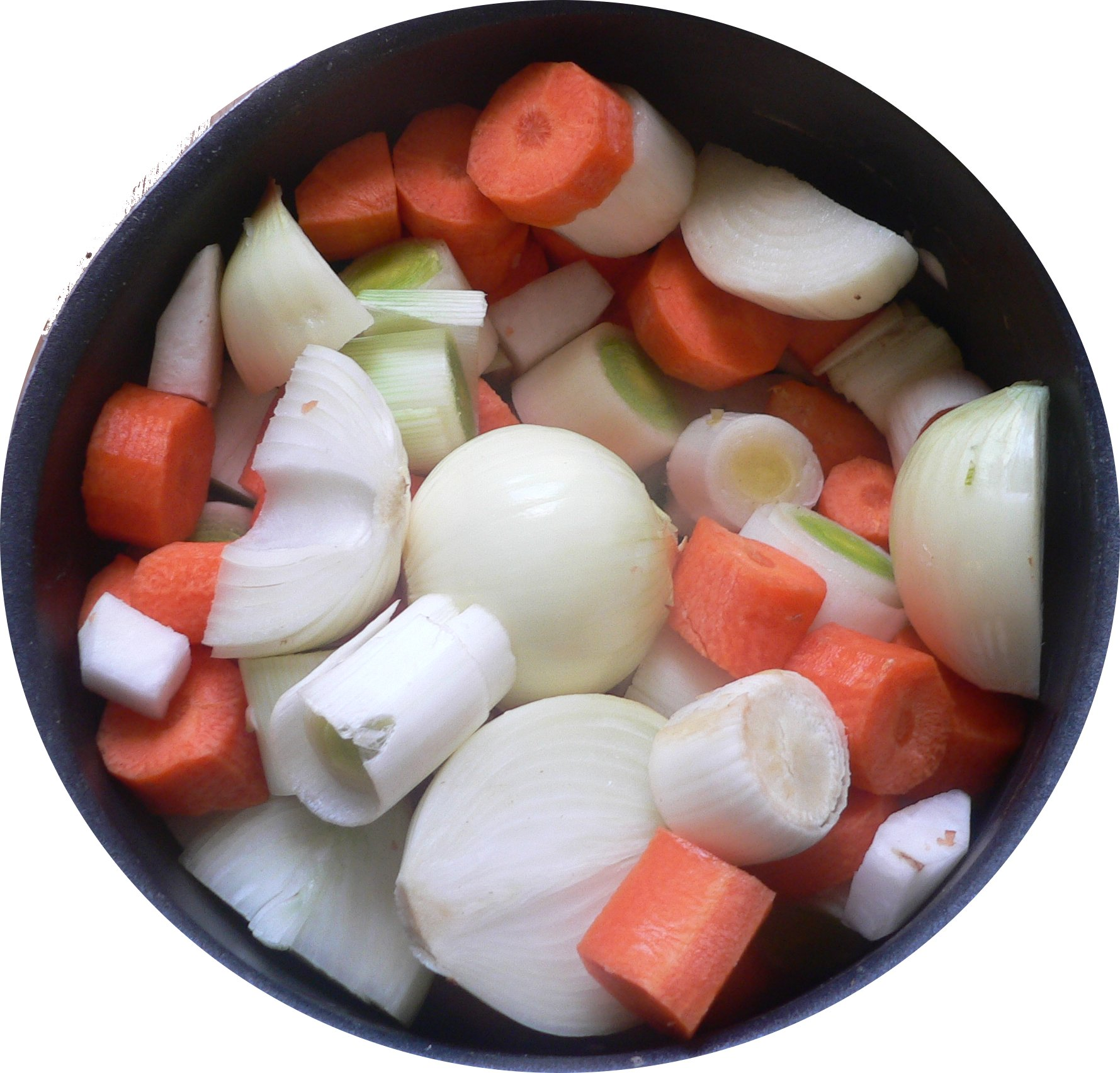
포토푀 야채 재료: 당근, 순무, 파, 양파 등

포토푀(프랑스어: Pot-au-feu)는 프랑스의 대표적인 요리이다. 고기와 야채를 삶은 수프 요리로서, 보통 그 수프는 따로 식탁에 올리는 대표적인 프랑스 요리이다.

## 같이 보기
- 에스카르고